# Eduard Vilmar
Eduard Vilmar (* 4. Dezember 1832 in Rotenburg an der Fulda; † 30. März 1872 in Greifswald) war ein deutscher evangelisch-lutherischer Theologe und Orientalist.

## Herkunft
Seine Eltern waren Wilhelm Vilmar (1804–1884), Pfarrer der Altstädter Kirche in Rotenburg und später als Metropolitan in Melsungen einer der Anführer der sogenannten Renitenten in Niederhessen, und dessen Ehefrau Johanne geb. Barsch. Dadurch war er ein Neffe des Marburger Theologieprofessors August Vilmar.

## Leben
Nach Abschluss seiner schulischen Ausbildung in Rotenburg besuchte Eduard von 1848 bis 1850 das Gymnasium in Hersfeld, wo er im Herbst 1850 das Abitur ablegte, und studierte dann Theologie, zunächst in Marburg und danach bis 1854 in Halle. Dort erwarb er bei dem Theologen und Orientalisten Hermann Hupfeld seine Grundlagenkenntnis orientalischer Sprachen, die er dann 1855–1858 bei Johann Gildemeister in Bonn intensivierte und 1857 in seiner Dissertation über den altarabischen Grammatiker Qutrub präsentierte, mit der er zum Doktor der Philosophie promovierte. Während seines Studiums wurde er Mitglied des Hallenser und Marburger Wingolf.
Er fand seine erste berufliche Anstellung am Gymnasium in Kassel, wechselte aber bereits nach kurzer Zeit als Repetent an die Hessische Stipendiatenanstalt in Marburg. Dort erlangte er 1860 mit seiner Dissertation „De Nasiraeatus Ratione“ das Lizentiat der evangelischen Theologie. 1865 veröffentlichte er seine Arbeit über die im 14. Jahrhundert verfassten Annalen des 'Abu-'l-Fath ibn 'Abi-'l-Hasan as-Samiri, wobei er den arabischen Urtext und eine lateinische Übersetzung dieser merkwürdigen Chronik mit der samaritischen Sage von der griechischen Übersetzung der Thora nebeneinanderstellte. Dies verhalf ihm kurz darauf zur Ernennung zum außerordentlichen Professor der Theologie und orientalischen Sprachen an der Philipps-Universität Marburg und schließlich 1867 zum Ruf als Ordentlicher Professor der Theologie (Alttestamentler) an die Universität Greifswald.
Vilmar starb bereits 1872 im Alter von nur 39 Jahren an den Folgen mehrerer Operationen und eines Nierenleidens. Seiner 1867 geschlossenen Ehe mit Emilie geb. Abée, Tochter des ehemaligen kurhessischen Ministers Conrad Abée, entsprang der 1870 geborene Sohn Wilhelm.